# Cergnago
Cergnago é uma comuna italiana da região da Lombardia, província de Pavia, com cerca de 764 habitantes. Estende-se por uma área de 13,61 km², tendo uma densidade populacional de 56 hab/km². Faz fronteira com Mortara, Olevano di Lomellina, San Giorgio di Lomellina, Tromello, Velezzo Lomellina.

## Demografia
| Variação demográfica do município entre 1861 e 2011                               |
|                                                                                   |
| Fonte: Istituto Nazionale di Statistica (ISTAT) - Elaboração gráfica da Wikipedia |